# Капитонов, Александр Юрьевич
Александр Юрьевич Капитонов (2 июля 1975, Ленинград) — российский футболист, полузащитник (начиная с 2001 года — защитник).

## Биография
Воспитанник ДЮСШ ленинградского «Динамо».
В 1994—1998 годах играл за клуб в третьей и второй лигах первенства России, в 130 матчах забил три мяча. В 1999 году играл в первенстве КФК за «Кондопогу». 2000 год начал в первенстве КФК в составе петербургского «Динамо-Стройимпульс», следующие 2,5 года играл во втором дивизионе за «Псков», (2000), «Салют-Энергию» Белгород (2001), «Автомобилист» Ногинск (2002).
В 2003 году играл в первенстве КФК за тверскую «Волгу», с которой вышел во второй дивизион, где в 29 играх забил один гол. В 2005 году выступал за череповецкую «Шексну». 2006 год начал в чемпионате Казахстана, где в составе «Окжетпеса» Кокчетав сыграл четыре игры.
Вернувшись в Россию, 1,5 сезона отыграл в клубе «Волочанин-Ратмир» Вышний Волочёк во втором дивизионе. В 2008—2012 годах играл на любительском уровне за «Коломяги-47» СПб.